# رينالدو (لاعب كرة قدم مواليد 1970)
رينالدو (بالبرتغالية: Renaldo Lopes da Cruz‏) هو لاعب كرة قدم برازيلي في مركز الهجوم، ولد في 19 مارس 1970 في Cotegipe ‏ في البرازيل. شارك مع منتخب البرازيل لكرة القدم. أما مع النوادي، فقد لعب مع أتلتيكو باراناينسي وأتلتيكو مينيرو وديبورتيفو لاكورونيا ونادي أمريكا ونادي إكستريمادورا ونادي بارانا ونادي بالميراس ونادي برازيليا ونادي سول ونادي فيتوريا إي إس ونادي كوريتيبا ونادي كورينثيانز ونادي لاردة ونادي لاس بالماس ونادي ناوتيكو.

## وصلات خارجية
- رينالدو (لاعب كرة قدم مواليد 1970) على موقع دوري كوريا الجنوبية (الإنجليزية)
- رينالدو (لاعب كرة قدم مواليد 1970) على موقع قاعدة بيانات كرة القدم.إي يو (الإنجليزية)
- رينالدو (لاعب كرة قدم مواليد 1970) على موقع ناشيونال فوتبول تيمز (الإنجليزية)